# Luková (district d'Ústí nad Orlicí)
Pour les articles homonymes, voir Luková.
Luková (en allemand : Lukau) est une commune du district d'Ústí nad Orlicí, dans la région de Pardubice, en République tchèque. Sa population s'élevait à 755 habitants en 2024.

## Géographie
Luková se trouve à 5 km au sud de Lanškroun, à 19 km au sud-est d'Ústí nad Orlicí, à 62 km à l'est-sud-est de Pardubice, et à 157 km à l'est-sud-est de Prague.
La commune est limitée par Rudoltice et Lanškroun au nord, par Žichlínek à l'est, par Rychnov na Moravě et Trpík au sud, et par Damníkov à l'ouest.

## Histoire
La première mention écrite de la localité date de 1304.

## Galery

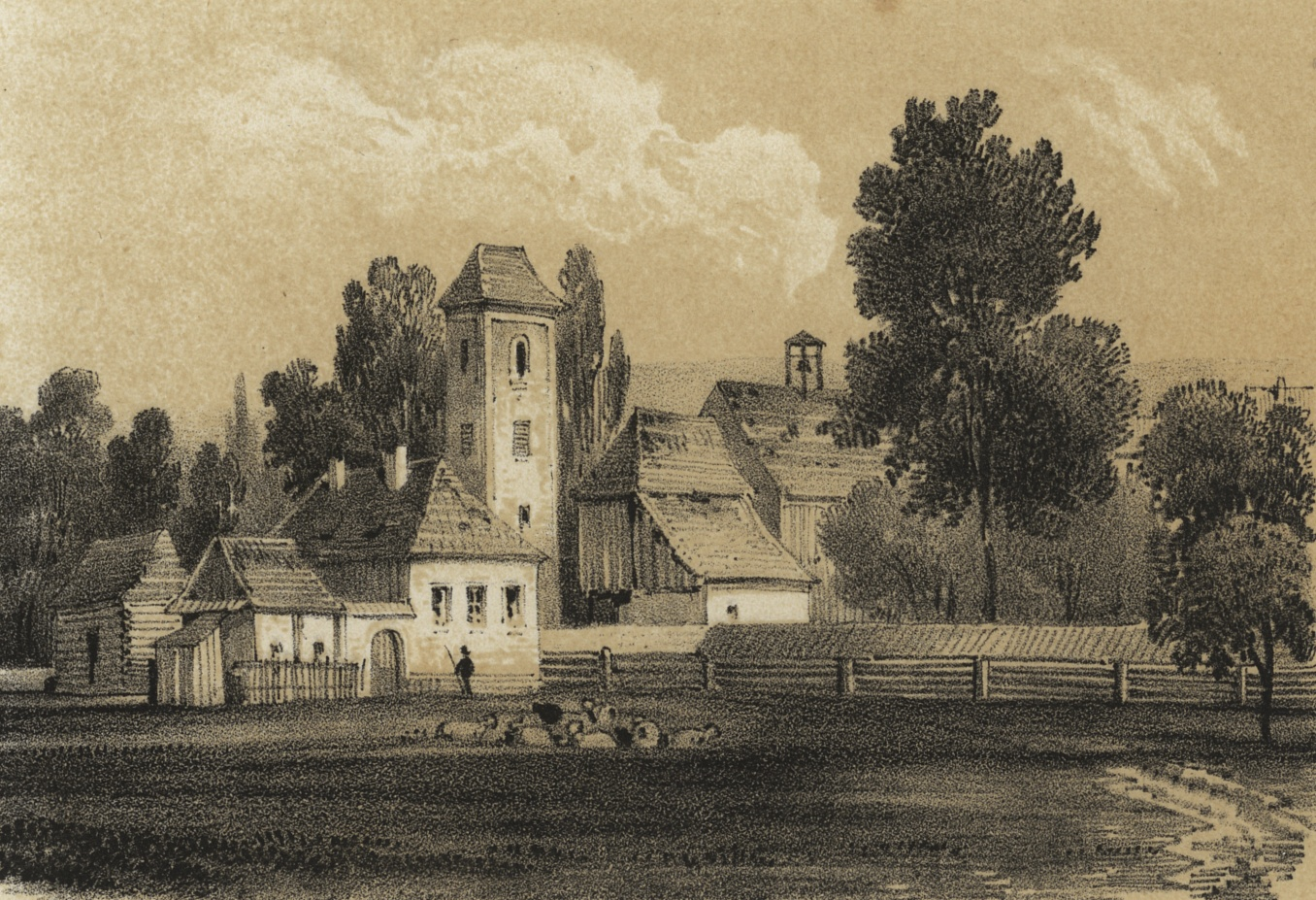
Luková en 1845.
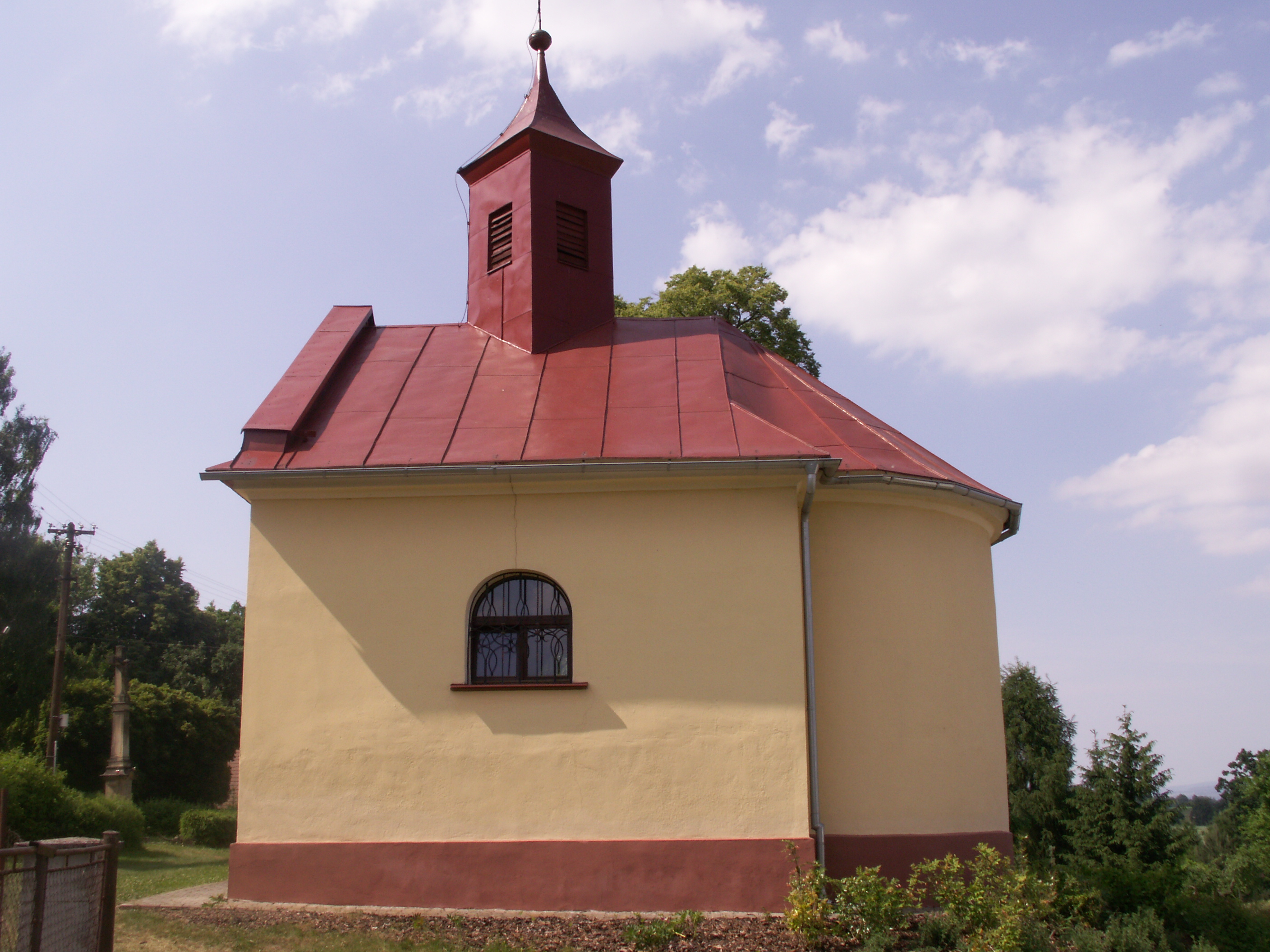
Chapelle Saint-Laurent à Květná.

## Administration
La commune se compose de deux sections :
- Luková
- Květná

## Transports
Par la route, Luková trouve à 9 km de Lanškroun, à 24 km d'Ústí nad Orlicí, à 75 km de Pardubice et à 190 km de Prague. 